# Suzanne Pleshette
Suzanne Pleshette (Nueva York, 31 de enero de 1937-Los Ángeles, California; 19 de enero de 2008) fue una actriz estadounidense de teatro, cine y televisión, así como actriz de doblaje. Pleshette inició su carrera en el teatro y empezó a aparecer en películas a finales de la década de 1950, actuando posteriormente en películas importantes como Rome Adventure (1962), Los pájaros (1963) de Alfred Hitchcock, y en el doblaje al inglés de El viaje de Chihiro (2001).  Apareció posteriormente en varias producciones televisivas, a menudo en papeles invitados, e interpretó a Emily Hartley en el The Bob Newhart Show entre 1972 y 1978, recibiendo varias nominaciones a los Premios Emmy por su trabajo.
Fue la hija única de Eugene Pleshette, quien fue el director de los teatros de la Paramount en Nueva York, en la época de las grandes orquestas. Influida por la profesión de su padre, Pleshette decidió ya de niña ser actriz, y comenzó a estudiar a los 12 años en la Escuela de Interpretación de Nueva York , e hizo sus primeros pinitos como actriz en un teatro del vecindario. Después siguió estudiando en la Universidad de Syracuse, y en otras varias instituciones dedicadas a la enseñanza de la interpretación.
Durante un tiempo trabajó en el teatro, donde adquirió la seguridad para actuar. Debutó en el cine con la película The Geisha Boy (1958) junto a Jerry Lewis. Después firmó un contrato a largo plazo con Warner Bros, que pretendió convertirla en una estrella. En 1962 obtuvo el papel principal en Rome Adventure junto a Troy Donahue. En Los pájaros (1963) de Hitchcock, interpretó a la simpática maestra que es víctima de los pájaros. Desde entonces Pleshette apareció en numerosas películas, aunque en su mayor parte en papeles secundarios. No logró el estrellato ni ser considerada una gran actriz, algo en lo que sin duda influyó el hecho de que no recibió ofertas de trabajo acordes con sus dotes interpretativas.

## Televisión
Ya a partir de 1950 Pleshette hizo algunos trabajos en televisión, medio en el que se fue afianzando conforme iba viendo que su carrera cinematográfica no era la que ella había esperado. Con las películas y miniseries en las que intervino en este medio tuvo más éxito, y desde 1980 se dedicó de forma casi exclusiva a la televisión. En 1990 fue nominada a un Emmy.
En 1964, apareció en el episodio All the Scared Rabbits de la serie El fugitivo, protagonizada por David Janssen, en el papel de Peggy, esposa divorciada de Dean (Liam Sullivan) y madre de Nancy (Debi Storm), quien contrata al fugitivo como chófer para que la lleve a San Diego, California,  pero durante el viaje su hija se infecta de meningitis por llevar a un conejo enfermo. También participó en las 2 temporadas de la exitosa serie "The Invaders" (Los Invasores). En el capítulo tercero de la primera temporada protagoniza a una alienígena que ayuda a David Vincent y lo defiende de sus propios congéneres extraterrestres muriendo a manos de ellos. Llama la atención en este capítulo, un baile muy sensual que realiza en una taberna en la ciudad de Rosario en donde se encontraría con el arquitecto David Vincent. Ahora bien, en el antepenúltimo capítulo de la segunda temporada vuelve a protagonizar a otra alienígena con la característica de ser fruto de un experimento fallido que pretendía colocar sentimientos humanos en los alienígenas para así poder asimilarse y mezclarse con los terrícolas, no obstante, sólo produjo un ser con terribles arrebatos de ira cuando se le impedía realizar su voluntad al punto de matar personas sin sentir remordimientos. Voluntariamente se ofrece para dar una conferencia ante autoridades civiles y militares de Estados Unidos y así certificar con su presencia la real existencia de seres de otra galaxia en la Tierra con el fin de apoderarse de ella,  pero muere por un disparo sin poder cumplir este importante objetivo.
En 1971 interpretó el personaje de Helen Stewart en un capítulo de la serie Columbo (en España, Colombo). Se trata de uno de los papeles principales del episodio 3 de la primera temporada (T1xE3), titulado Dead Weight (en Latinoamérica, Semilla de sospecha, y en España, Peso muerto). En él es testigo por casualidad del asesinato de un coronel por parte de un general del ejército de los Estados Unidos que, para mayor incredulidad de quienes la escuchan, resulta ser además el héroe de guerra más conocido de ese país. Su personaje aparece a lo largo de todo el capítulo.
La actriz también prestó su voz áspera a películas de dibujos animados como El rey león 2, donde dio voz a Zira en uno de los mayores éxitos cinematográficos de Disney.

## Vida familiar
Se casó en tres ocasiones. La primera vez, con el actor Troy Donahue, del que se divorció antes de un año. Su segundo marido fue el empresario Tim Gallagher, quien falleció en 2000 tras 32 años de matrimonio, y en 2001 se casó con Tom Poston, con quien había tenido un breve romance cuarenta años antes. Poston falleció en abril de 2007.

## Fallecimiento
Pleshette murió el 19 de enero de 2008 cuando estaba a punto de cumplir 71 años por complicaciones de cáncer de pulmón en su casa de Los Ángeles, California.

## Filmografía
- The Geisha Boy (1958)
- 40 Pounds of Trouble (1962)
- Más allá del amor (Rome Adventure) (1962)
- Wall of Noise (1963)
- Los pájaros (The birds) (1963)
- Youngblood Hawke (1964)
- Fate Is the Hunter (1964)
- Una trompeta lejana (A Distant Trumpet) (1964)
- The Fugitive, 2da temporada, capitulo 2: "World's End" (1964), como Eleanor Burnett
- A Rage to Live (1965)
- Jim West (The Wild Wild West) - actriz invitada en "La noche infernal", piloto de la serie de televisión (1965)
- Mister Buddwing (1966)
- Nevada Smith, de Henry Hathaway (1966)
- The Ugly Dachshund (1966)
- The Adventures of Bullwhip Griffin (1967)
- Cimarron Strip (1967), Cap 10 Till The End Of Night (Hasta El Final De La Noche)
- Los invasores (The Invaders), episodio "La mutación" ("The mutation"), emitido el 24 de enero de 1967 (1967)
- The Power (1968)
- Mi amigo el fantasma (Blackbeard's Ghost) (1968)
- Target: Harry (1969)
- Si hoy es martes, esto es Bélgica (If It's Tuesday, This Must Be Belgium) (1969)
- Suppose They Gave a War and Nobody Came? (1970)
- Support Your Local Gunfighter (1971)
- The Legend of Valentino (1975)
- Un candidato muy peludo (The Shaggy D.A.) (1976)
- Hot Stuff (1979)
- Oh, God! Book II (1980)
- Fabricante de estrellas (1981)
- El rey león 2 (1998) - Voz de Zira: diálogos y canciones